# آخرین تابستانمان
«آخرین تابستانمان» (انگلیسی: Our Last Summer) ترانه‌ای پاپ راک از ابرگروه سوئدی آبا است که در سال ۱۹۸۰ منتشر شد.
بیورن اولویوس داستان این ترانه را از خاطره ای عاشقانه در سفرش به پاریس در دوران نوجوانی الهام گرفت. او در سفر به پاریس، با دختری سوئدی از زادگاهش آشنا شد که به عنوان او پر در آنجا کار می‌کرد. او به یاد دارد که: «ما در سوئد رابطهٔ عاشقانه‌ای نداشتیم، اما شهرِ پاریس چنین حسی را در افراد ایجاد می‌کند و همین اتفاق برای ما دو نفر هم افتاد. او مرا به دیدن محله لاتن، شانزلیزه و برج ایفل برد. اما صادقانه بگویم، من واقعاً چیز زیادی از پاریس در ذهنم نمانده و بیشتر اوست که در خاطرم مانده‌است!»
ضبط این ترانه در استودیوهای پولار میوزیک در ۴ ژوئن ۱۹۸۰ آغاز شد و خوانندهٔ اصلی آن آنی-فرید لینگستاد بود. آندِش هانسر عکس‌هایی از او حین اجرای ترانه و مراحل ضبط آن ثبت کرده‌است.